# Il coraggio
Il coraggio è un film del 1955 diretto da Domenico Paolella e prodotto dalla D.D.L di Dino De Laurentiis.
Interpretato da Totò e da Gino Cervi, impegnati nei due ruoli principali, fu tratto da un'opera teatrale di Augusto Novelli.

## Trama
Aristide Paoloni è un industriale tessile che naviga in cattive acque, con l'originale hobby di salvare la vita a chiunque tenti il suicidio gettandosi nel Tevere ostentando, in tali circostanze, anche un certo protagonismo. Sono già 24 le persone che egli ha salvato dalle acque del fiume, ed altrettante sono le medaglie al valor civile che ha conseguito per le sue gesta, che fanno bella mostra in un vero e proprio "sacrario" nello studio di casa.
È il giorno fatidico del suo venticinquesimo salvataggio: ma, dopo che egli ha festeggiato l'avvenimento ed è stato osannato da tutti come un eroe d'altri tempi narrando altresì l'accaduto in maniera alquanto ampollosa, succede il classico imprevisto che gli cambierà letteralmente la vita: infatti si presenta in casa sua, subito dopo essere stato dimesso dall'ospedale, l'aspirante suicida di turno, Gennaro Vaccariello, un povero diavolo - per di più vedovo - che, in virtù del suo salvataggio pretende di essere ospitato e mantenuto con l'intera famiglia costituita da ben sei figli e da un anziano zio, bersagliere a riposo non tanto sano di mente che crede di essere ancora sotto le armi.

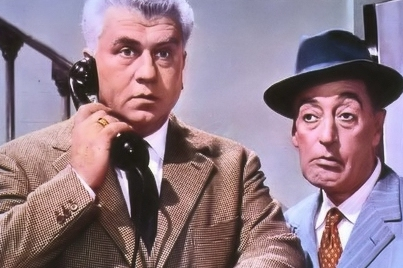
Gino Cervi e Totò

Sia pur a malincuore, Paoloni è costretto a cedere, innanzitutto per non compromettere la sua reputazione essendo candidato alle elezioni ormai alle porte, e poi perché preoccupato che possa venire a galla una sua relazione extraconiugale; egli, però, non si rende nemmeno conto che la sua avvenente amante altri non è che una donna senza scrupoli il cui unico scopo, fra una moina e l'altra, è soltanto quello di spillargli ripetutamente denaro da spendere per i suoi capricci.
In ogni modo, l'atmosfera di casa Paoloni è letteralmente stravolta dalla presenza della nuova e numerosa famigliola, e la convivenza non è delle più facili, soprattutto considerando la vivacità - ed anche una certa invadenza - da parte dei figli più piccoli di Vaccariello. In seguito, però, Paoloni avrà ben modo di riscontrare con mano i benefici che ne deriveranno, del tutto inaspettatamente, da questa forzata "ospitalità": l'intraprendente Gennaro, infatti, si rivelerà tutt'altro che un opportunista sfruttatore, anzi si prenderà letteralmente cura, in piena autonomia, delle sorti della famiglia che lo ospita.
Dapprima, scoperta la relazione segreta di Paoloni, Vaccariello decide di intervenire personalmente per risolvere la questione: innanzitutto si procura un po' di soldi sacrificando, non senza rimpianti, la fisarmonica di uno dei suoi figlioli con la promessa, però, di ricomprarne un'altra a cose fatte; si presenta quindi a casa della donna spillasoldi spacciandosi per un ricco imprenditore sudamericano in cerca di moglie e, con la promessa di sposarla non appena ritornato in patria, la liquida facendola imbarcare da sola, con un inganno, su un aereo per il Venezuela senza che ella possa fare più ritorno; quasi casualmente, recupera altresì un assegno di ben cinque milioni di lire (una cifra considerevole per l'epoca) che la donna aveva ottenuto da Paoloni fingendo di dover forzatamente acquistare la casa nella quale viveva per evitare un inesistente sfratto.
Allo stesso tempo, al fine di non provocare ulteriori problemi di convivenza fra le due famiglie, Gennaro si trasferisce con la prole ed il vecchio zio proprio nell'azienda di Paoloni. Qui una notte scopre, origliando dietro una porta, che Rialti, amministratore del suo "benefattore", fa il doppio gioco: questi, infatti, da un po' di tempo è al soldo di un concorrente al quale rivela tutte le offerte che Paoloni presenta alle numerose gare di appalto, facendogli puntualmente perdere tutte le relative aggiudicazioni e causandogli quindi enormi danni finanziari. Fra l'altro, il valore delle forniture della gara indetta per l'indomani è molto alto e prestigioso, ed un ulteriore esito sfavorevole si tradurrebbe per Paoloni - ormai all'ultima spiaggia - nella certezza di un fallimento della sua azienda.
È fin troppo semplice per Gennaro identificare nell'infedele amministratore l'unico responsabile del tracollo del suo stesso principale: cosicché, dopo che questi è andato via, manomette la busta e modifica l'offerta in modo che l'importo sia di quel poco inferiore a quanto basta per vincere l'appalto. Il giorno dopo, al momento dell'apertura delle buste Paoloni, ignaro di tutto, assiste soltanto all'offerta del suo concorrente e, ormai convinto di aver perso tutto, subito se ne va sconsolato senza neppure attendere l'apertura della sua busta e la relativa aggiudicazione.
Ritiratosi in casa, credendosi ormai un uomo finito e completamente sul lastrico, decide di togliersi la vita; Gennaro, però, che era corso da lui per annunciargli l'esito positivo della gara, riesce fortunatamente ad impedirglielo in extremis ed a tener nascosto ai suoi familiari l'insano proposito. Ed è a questo punto che Paoloni viene messo al corrente dalla famiglia e dalla sua fidata segretaria di tutto quel che Gennaro ha fatto per lui. Non manca nemmeno l'infedele Rialti che, sfrontatamente, si presenta per complimentarsi con lui dell'esito vittorioso della gara d'appalto ma Vaccariello, con l'ausilio dei figli che gliele suonano di santa ragione, lo caccia via in malo modo e lo fa licenziare in tronco.
Alla fine, i due saranno soci in affari in quanto Paoloni per riconoscenza cointesterà a Gennaro la sua azienda e, per giunta, in un immediato futuro diverranno persino consuoceri grazie all'amore nel frattempo sbocciato tra Raffaele, il primogenito di Gennaro, e Irene, l'unica figlia di Paoloni; ma c'è anche un piccolo colpo di scena finale che comunque non cambia le cose: Gennaro, ad una domanda del suo benefattore sul perché un uomo così pieno di risorse come lui abbia potuto pensare di suicidarsi, gli rivela che non era per nulla sua intenzione far ciò in quanto quel giorno, invece, era tranquillamente steso sul parapetto del ponte sul fiume e un ignoto malfattore, per chissà quale ragione, lo aveva spinto giù.

## Produzione
Anche se il film è ambientato a Roma, le riprese (a parte la scena del salvataggio di Gennaro Vaccariello dal Tevere) sono state effettuate nei teatri di posa Pisorno di Tirrenia (PI), con alcune scene in esterni a Livorno, presso uno dei villini eclettici sul lungomare (via Randaccio 2), presso l'officina "Supergarage" (via Fiume 19) e nella Sala Consiliare del Comune di Livorno. Per l'industria tessile Paoloni sono stati utilizzati il viale d'ingresso e la palazzina uffici dei teatri di posa, oltre ai locali delle Maglierie Artigiane Riunite (M.A.R.) di via Salvatore Orlando a Livorno. La scena in cui Susy Esposito (Gianna Maria Canale) si avvia a prendere l'aereo che la porterà in Venezuela è stata girata all'Aeroporto di Pisa-San Giusto, come si può capire dalla presenza sulle piste di alcuni bimotori da trasporto Fairchild C-119 Flying Boxcar della 46ª Brigata aerea "Silvio Angelucci".

## Critica
- Il critico Luigi Chiarini scrisse su Il Contemporaneo del 31 gennaio 1956:

- Ben diverso il giudizio di Jleana Cervai su MYmovies:

- Paolo Mereghetti:

«buoni presupposti e l'incipit esilarante... mediocrità.» * 

## Curiosità
- All'inizio del film, Gino Cervi dice a un vigile urbano di abitare in via Marcello Marchesi: Marchesi è uno degli sceneggiatori del film.